# Lamjamee
Lamjamee is een bestuurslaag in het regentschap Banda Aceh van de provincie Atjeh, Indonesië. Lamjamee telt 1293 inwoners (volkstelling 2010).